# Irán az 1972. évi téli olimpiai játékokon
Irán a japán Szapporóban megrendezett 1972. évi téli olimpiai játékok egyik részt vevő nemzete volt. Az országot az olimpián 1 sportágban 4 sportoló képviselte, akik érmet nem szereztek.

## Alpesisí
Férfi
| Versenyző            | Versenyszám      | Selejtező     | Selejtező     | Döntő          | Döntő    | Döntő         | Döntő         | Döntő      | Döntő      |
| Versenyző            | Versenyszám      | Selejtező     | Selejtező     | 1. futam       | 1. futam | 2. futam      | 2. futam      | Összesítés | Összesítés |
| Versenyző            | Versenyszám      | Idő           | Hely.         | Idő            | Hely.    | Idő           | Hely.         | Idő        | Helyezés   |
| -------------------- | ---------------- | ------------- | ------------- | -------------- | -------- | ------------- | ------------- | ---------- | ---------- |
| Fayzollah Band Ali   | Lesiklás         |               |               |                |          |               |               | 2:18,19    | 54.        |
| Fayzollah Band Ali   | Műlesiklás       | 2:16,03       | 27.           | 1:18,14        | 46.      | 1:14,61       | 32.           | 2:32,75    | 32.        |
| Fayzollah Band Ali   | Óriás-műlesiklás |               |               | 1:55,72        | 49.      | 2:08,42       | 44.           | 4:04,14    | 40.        |
| Gorbán-Ali Kalhor    | Lesiklás         |               |               |                |          |               |               | 2:20,98    | 55.        |
| Gorbán-Ali Kalhor    | Műlesiklás       | 2:18,86       | 28.           | 1:18,34        | 47.      | 1:19,19       | 33.           | 2:37,53    | 33.        |
| Gorbán-Ali Kalhor    | Óriás-műlesiklás |               |               | kizárták       | kizárták | kiesett       | kiesett       | kiesett    | kiesett    |
| Lotfolláh Kiásemsaki | Lesiklás         |               |               |                |          |               |               | 2:16,14    | 53.        |
| Lotfolláh Kiásemsaki | Műlesiklás       | kizárták      | kizárták      | idő nem ismert | 44.      | nem ért célba | nem ért célba | kiesett    | kiesett    |
| Lotfolláh Kiásemsaki | Óriás-műlesiklás |               |               | 2:07,26        | 55.      | 1:58,95       | 40.           | 4:06,21    | 43.        |
| Ali Saveh            | Lesiklás         |               |               |                |          |               |               | 2:11,29    | 52.        |
| Ali Saveh            | Műlesiklás       | nem ért célba | nem ért célba | idő nem ismert | 45.      | kizárták      | kizárták      | kiesett    | kiesett    |
| Ali Saveh            | Óriás-műlesiklás |               |               | 2:08,05        | 56.      | 1:58,83       | 39.           | 4:06,88    | 44.        |